# Saint-Lumier-la-Populeuse
Saint-Lumier-la-Populeuse és un municipi francès, situat al departament del Marne i a la regió del Gran Est. L'any 2007 tenia 32 habitants.

## Demografia

### Població
El 2007 la població de fet de Saint-Lumier-la-Populeuse era de 32 persones. Hi havia 19 famílies, de les quals 10 eren unipersonals (5 homes vivint sols i 5 dones vivint soles) i 9 parelles sense fills.
La població ha evolucionat segons el següent gràfic:
Habitants censats

### Habitatges
El 2007 hi havia 24 habitatges, 18 eren l'habitatge principal de la família, 1 era una segona residència i 5 estaven desocupats. 23 eren cases i 1 era un apartament. Dels 18 habitatges principals, 15 estaven ocupats pels seus propietaris, 1 estava llogat i ocupat pels llogaters i 2 estaven cedits a títol gratuït; 3 tenien tres cambres, 6 en tenien quatre i 9 en tenien cinc o més. 11 habitatges disposaven pel capbaix d'una plaça de pàrquing. A 11 habitatges hi havia un automòbil i a 3 n'hi havia dos o més.

### Piràmide de població
La piràmide de població per edats i sexe el 2009 era:
| Homes | Edats   | Dones |
| ----- | ------- | ----- |
| 0     | 95 o +  | 0     |
| 0     | 90 a 94 | 0     |
| 0     | 85 a 89 | 0     |
| 0     | 80 a 84 | 0     |
| 0     | 75 a 79 | 0     |
| 0     | 70 a 74 | 4     |
| 0     | 65 a 69 | 0     |
| 4     | 60 a 64 | 8     |
| 4     | 55 a 59 | 0     |
| 0     | 50 a 54 | 0     |
| 0     | 45 a 49 | 0     |
| 0     | 40 a 44 | 0     |
| 0     | 35 a 39 | 0     |
| 0     | 30 a 34 | 0     |
| 0     | 25 a 29 | 0     |
| 0     | 20 a 24 | 0     |
| 0     | 15 a 19 | 4     |
| 0     | 10 a 14 | 0     |
| 0     | 5 a 9   | 0     |
| 0     | 0 a 4   | 0     |

## Economia
El 2007 la població en edat de treballar era de 15 persones, 13 eren actives i 2 eren inactives. De les 13 persones actives 9 estaven ocupades (6 homes i 3 dones) i 3 estaven aturades (2 homes i 1 dona). De les 2 persones inactives 1 estava jubilada i 1 estava classificada com a «altres inactius».
Activitats econòmiques
L'any 2000 a Saint-Lumier-la-Populeuse hi havia 5 explotacions agrícoles.

## Poblacions més properes
El següent diagrama mostra les poblacions més properes.